# Теорія потягів
Теорія потягів чи доктрина потягів — теорія у психології, що намагається визначити, аналізувати чи класифікувати психологічні потяги. Потягом є стан піднесення, спровокований гомеостатичним збуренням, інстинктивна потреба, що має рушійний вплив на людську поведінку.
Теорія потягів базується на тому, що живі організми народжуються з певними психологічними потребами, і коли такі потреби не задоволено, виникає стан негативного напруження. Натомість, коли потребу задоволено, потяг слабшає та організм повертається до стану гомеостазу та розслабленості. Згідно з теорією, потяги діють згідно з системою контролю зворотного зв'язку та схильні з часом зростати.

## Психоаналіз
У психоаналізі теорію потягів (нім. Triebtheorie or Trieblehre) відносять до теорії потягів, мотивацій та інстинктів, що мають чіткий предмет. Коли гомеостатичні механізми організму виявляють внутрішній дисбаланс, виробляються потяги до відновлення балансу. У 1927 році Зигмунд Фрейд сказав, що теорія потягів це якраз те, чого найбільше бракувало в психоаналізі. Він опонував біологічній систематиці в психології, трактуючи її як форму параної; натомість він класифікував потяги за дихотоміями, наприклад, потяги Ерос/Танатос, назустріч Життю та Смерті відповідно, та сексуальні/его потяги.
Книгу Фрейда, Цивілізація та її розчарування, було опубліковано в Німеччині у 1930-х роках, в час, коли активно відбувалось зростання фашизму та попередження про другу європейську війну призводили до протилежних закликів до роззброєння та пацифізму. На цьому фоні Фрейд написав, що «У вирі вивільнених руйнівних сил саме час очікувати, що одна з двох «небесних сил», вічний Ерос, покладе свою міць на свій захист поряд із так само безсмертним суперником».
У 1947 році, угорський психіатр та психолог Леопольд Сонді, своєю чергою, брав приціл на систематичну теорію потягів. Діаграму потягів Сонді описували як революційний внесок у психологію та як проторення шляху до теоретичної психіатрії та психоаналітичної антропології.
Теорія потягів Леопольда Сонді лягла в основу, розробленого ним тесту та визначила його структуру: вісім потягів відповідають восьми факторам тесту

## Соціальна психологія
У соціальній психології теорію потягів у 1965 році використав Роберт Зайонц для пояснення феномену соціального сприяння. Ефект аудиторії зазначає, що в одних випадках присутність пасивних глядачів сприяє кращому виконанню завдання, тоді як в інших навпаки, пригнітить його виконання. Теорія потягів Зайонца каже, що змінною, відповідальною за перебіг виконання, є те, чи завдання викликає правильну домінантну реакцію (тобто чи особа суб'єктивно сприймає це завдання як легке) чи неправильну домінантну реакцію (завдання суб'єктивно сприймається як важке).
В присутності пасивної аудиторії людина перебуває в посиленому стані піднесення. Підвищене піднесення чи стрес провокують у людини поведінку, яка в залежності від наявних навичок формує домінантні реакції, як найбільш ймовірні. Якщо домінантна реакція є правильною, тоді громадська присутність покращує виконання завдання. Проте, якщо домінантна реакція є неправильною, громадська присутність веде до послабленого виконання.

### Підкріплювальне свідчення
Цю поведінку вперше помітив Триплетт (1898) під час спостереження за велосипедистами, які брали учать у перегонах разом, та тими, що робили це самостійно. Було виявлено, що сама присутність інших велосипедистів призводила до кращої віддачі. Подібне явище спостерігав Чен (1937) серед мурах, що будують колонії. Однак, лише завдяки дослідженню такої поведінки у 1960-х роках Зайонца почали домагатись емпіричного пояснення ефекту аудиторії.
Теорія Зайонца базується на експерименті, який містив розслідування явища соціального сприяння серед тарганів. Зайонц розробив дослід, в якому окремих тарганів випускали до труби, в кінці якої було світло. В присутності інших тарганів вони виявили значно кращі результати в часі на добирання до світла, аніж таргани з контрольної групи без спостерігачів. Однак коли в таких самих умовах тарганам дали для проходу лабіринт, виконання слабшало у випадку з глядачами, і це показало, що неправильна домінантна реакція в присутності інших веде до погіршення виконання.

### Страх оцінювання
Модель страху оцінювання Котрела пізніше удосконалила цю теорію шляхом додавання ще одної змінної до механізму соціального сприяння. Котрел припустив, що правильність домінантних реакцій відіграє роль у соціальному сприянні лише за умови, що існує очікування соціальної винагороди чи покарання, які залежать від виконання. Задум його досліду відрізняється від досліду Зайонца, оскільки він увів окрему умову, за якої учасникам давали завдання виступати у присутності глядачів, яким зав'язано очі, і які тому були нездатні оцінити виконання учасника. Було виявлено, що за таких умов ефект соціального сприяння не виникав, звідки випливає, що очікування оцінювання напевно відіграє роль в соціальному сприянні. Однак страх оцінювання є ключовим лише в людському явищі соціального сприяння та не відтворюється серед тварин.